# Ratthapark Wilairot

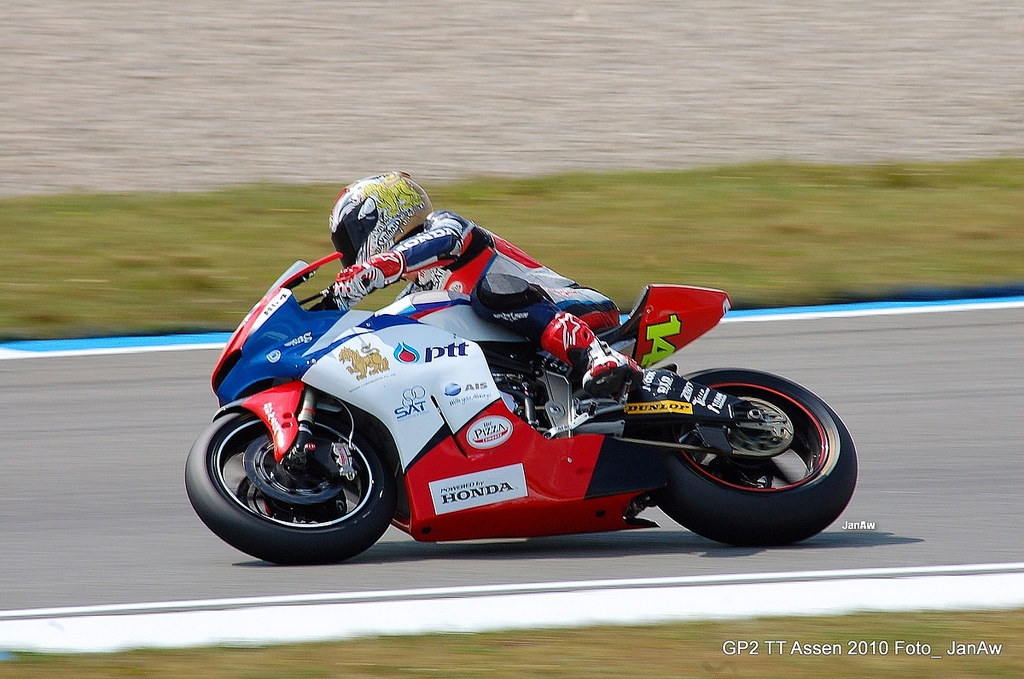
Ratthapark Wilairot 2010 auf Bimota HB4

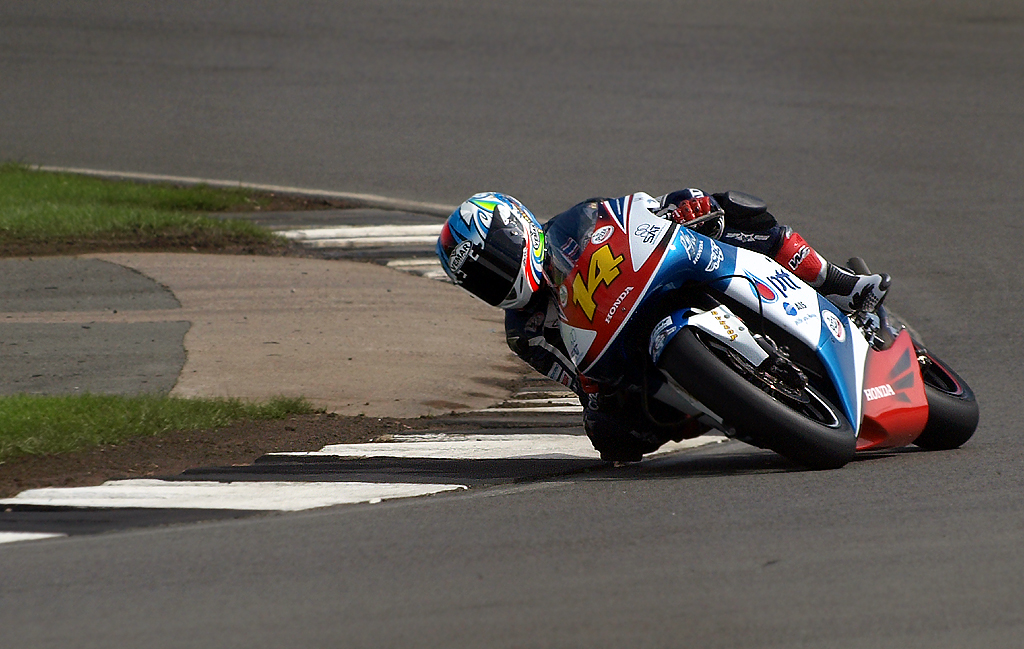
Wilairot 2008 auf Honda

Ratthapark Wilairot (Thai: รัฐภาคย์ วิไลโรจน์; * 14. April 1988 in der Provinz Chonburi, Thailand) ist ein thailändischer Motorradrennfahrer.
Ratthapark Wilairot begann seine Karriere in der japanischen Straßenmeisterschaft, in der er 2006 hinter Ryūji Yokoe Vizemeister in der 250-cm³-Klasse wurde.
Von 2006 bis 2009 startete der Thailänder auf Honda in der 250-cm³-Klasse an der Motorrad-Weltmeisterschaft, wo er 2008 und 2009 jeweils den 13. Gesamtrang belegte.
In der Saison 2010 geht Wilairot auf einer Bimota im Team Thai Honda PTT Singha SAG in der neu geschaffenen Moto2-Klasse der WM an den Start. Zuletzt fuhr er in der Weltmeisterschaft 2016 fürs Honda Team Asia.

## Statistik in der Motorrad-Weltmeisterschaft
| Saison | Klasse  | Motorrad         | Rennen | Siege | Podien | Poles | Punkte | Ergebnis |
| ------ | ------- | ---------------- | ------ | ----- | ------ | ----- | ------ | -------- |
| 2006   | 250 cm³ | Honda            | 1      | –     | –      | –     | 6      | 28.      |
| 2007   | 250 cm³ | Honda            | 17     | –     | –      | –     | 30     | 17.      |
| 2008   | 250 cm³ | Honda            | 16     | –     | –      | –     | 73     | 13.      |
| 2009   | 250 cm³ | Honda            | 15     | –     | –      | –     | 81     | 13.      |
| 2010   | Moto2   | Bimota           | 17     | –     | –      | –     | 30     | 22.      |
| 2011   | Moto2   | FTR              | 14     | –     | –      | –     | 4      | 30.      |
| 2012   | Moto2   | Moriwaki / Suter | 17     | –     | –      | –     | 9      | 27.      |
| 2013   | Moto2   | Suter            | 8      | –     | –      | –     | –      | –        |
| 2014   | Moto2   | Caterham-Suter   | 7      | –     | –      | –     | –      | –        |
| 2015   | Moto2   | Suter            | 4      | –     | –      | –     | –      | –        |
| 2016   | Moto2   | Kalex            | 17     | –     | –      | –     | 6      | 28.      |
| Gesamt | Gesamt  | Gesamt           | 133    | 0     | 0      | 0     | 239    |          |